# Broms
För andra betydelser, se Broms (olika betydelser).
Broms är en anordning vars funktion är att tillföra en kraft, som motverkar en rörelse. Bromsar fungerar genom att skapa ett rörelsemotstånd vid maskiner, särskilt sådana för lasters uppforsling eller transport. Rörelsemotstånden utgöres i allmänhet av friktion eller spärrverk. Det innebär inte nödvändigtvis att rörelsens hastighet minskar - till exempel kan man ju bromsa när man cyklar nedför en backe, och ändå öka farten. Bromsar används också för att avstanna maskiner eller bibehålla dem i vilotillstånd. Inbromsning kallas ofta retardation, men bör rent fysikaliskt betraktas som en acceleration i motsatt riktning. På grund av vilken anordning man tar indelas bromsarna i friktionsbromsar och spärrhjulsbromsar. Det finns många olika bromssystem, bland annat tågbroms eller tryckluftsbroms, handbroms, inverterad broms, rangerbroms, magnetskenbroms, elektrodynamisk broms (elbroms), hydraulisk broms, telmabroms, avgasbroms, retarder och intarder.

## Friktionsbromsar
Vid alla friktionsbromsar ska bromshävstången alltid upplagras så, att dess egen vikt strävar att föra det bromsande organet från bromsskivan. Ansättningen av bromsbackarna eller bromsbandet kan också förmedlas genom skruvutväxling, excenter och liknande eller genom kombination av flera likartade konstruktionselement.

### Back- eller klossbroms

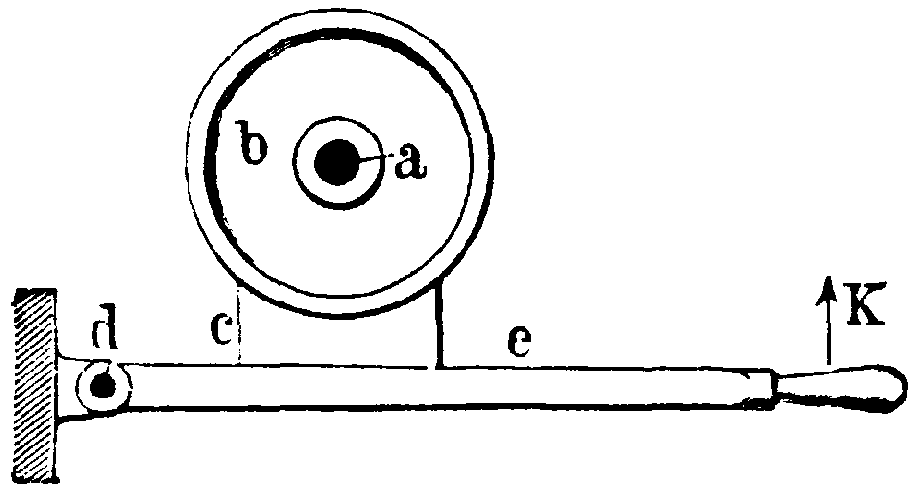
Klossbroms

De består i allmänhet av en på den axel (a) som skall bromsas, befästa cylindrisk bromsskiva (b) som är vanligen av gjutjärn, mot vars omkrets en eller två bromsbackar eller bromsklossar (c) av gjutjärn eller stålgjutgods - oftast inklädda med trä eller läder - pressas med en kring en tapp (d) vridbar hävstång (e). På dennas fria ända verkar bromskraften (K) i pilriktningen så, att genom bromsbackarnas starkare eller svagare ansättning mot bromsskivan ett större eller mindre friktionsmotstånd skapas, som helt och hållet hämmar rörelsen eller begränsar dess hastighet inom erforderliga gränser. Bromsverkan stegras väsentligt, därigenom att man förser bromsskivans omkrets med ett eller flera kilformiga spår, i vilka de med motsvarande profilform försedda bromsbackarna ingriper. Sätts bromsbackarna parvis mittemot varandra, upphävs det för övrigt ensidigt mot axeln riktade bromstryckets inverkan på lagergångarna.

### Skivbroms

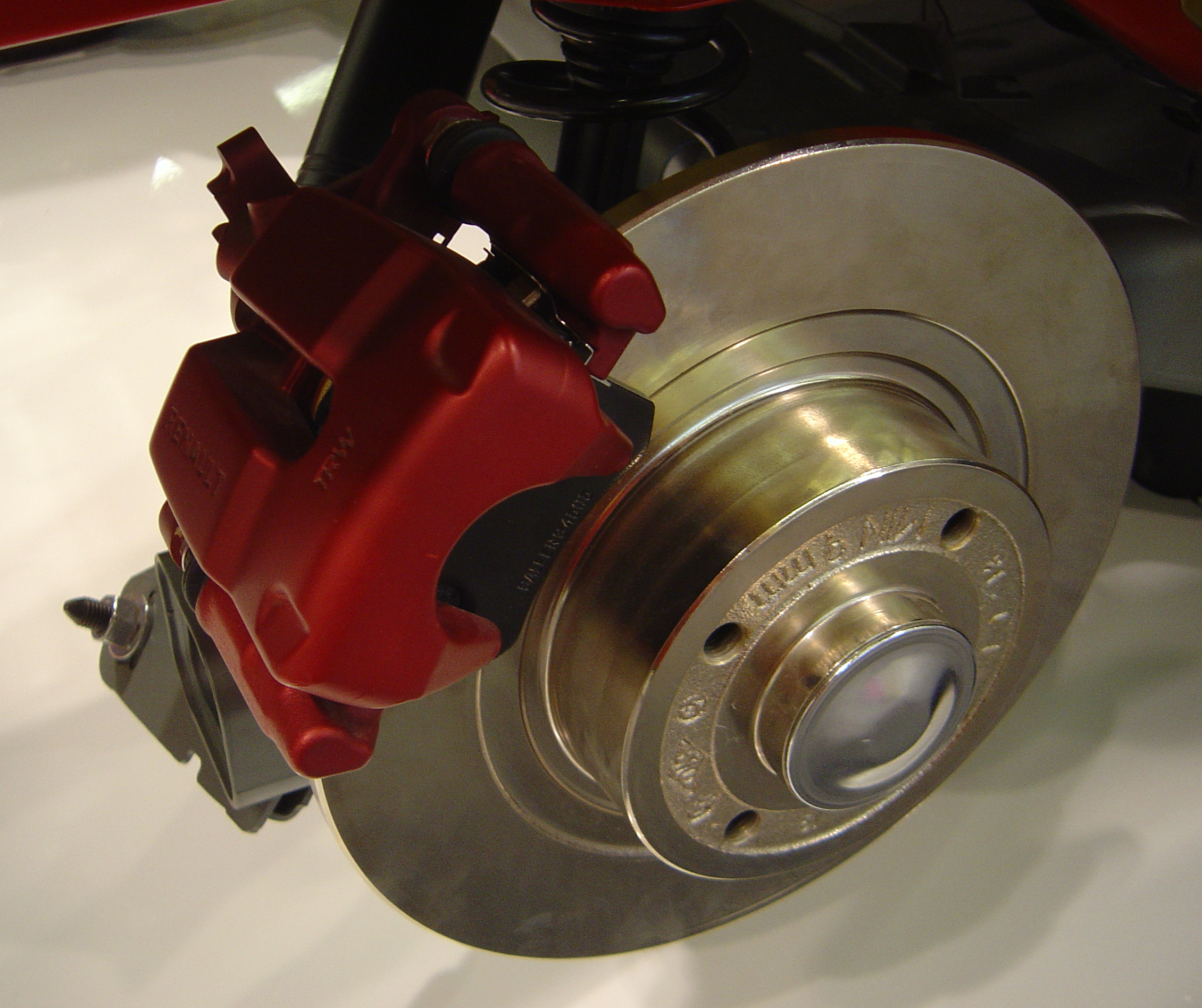
Skivbroms

En skivbroms består av en roterande skiva och ett ok, som innehåller två bromsklossar. Bromsverkan uppnås genom att klossarna pressas i axiell riktning mot skivan. Eftersom ansättningskrafterna är lika stora och motriktade belastas inte skivan eller axeln av någon axiell kraft. Bromsskivor kan utföras massiva eller ventilerade. Fördelarna med ventilerade skivor är en lägre egen vikt och snabbare nedkylning av skiva och belägg än med en massiv skiva.
Styrning av bromsoket (bromsklossarna) görs oftast via ett hydraulsystem, men även mekaniska (vajer) styrning finns.
Bromsslangar till hydrauliska skivbromssystem är oftast i gummi eller så kallade stålomspunna. Stålomspunna bromsslangar expanderar inte lika mycket som gummislangar och ger därför en mer distinkt bromsverkan.
Skivbromsar har sedan 1960-talet blivit allt vanligare på personbilar. Idag tillverkas knappt någon bil som inte har skivbromsar åtminstone på framhjulen. Skivbromsar är numera vanliga även på snabba tåg.

### Trumbroms

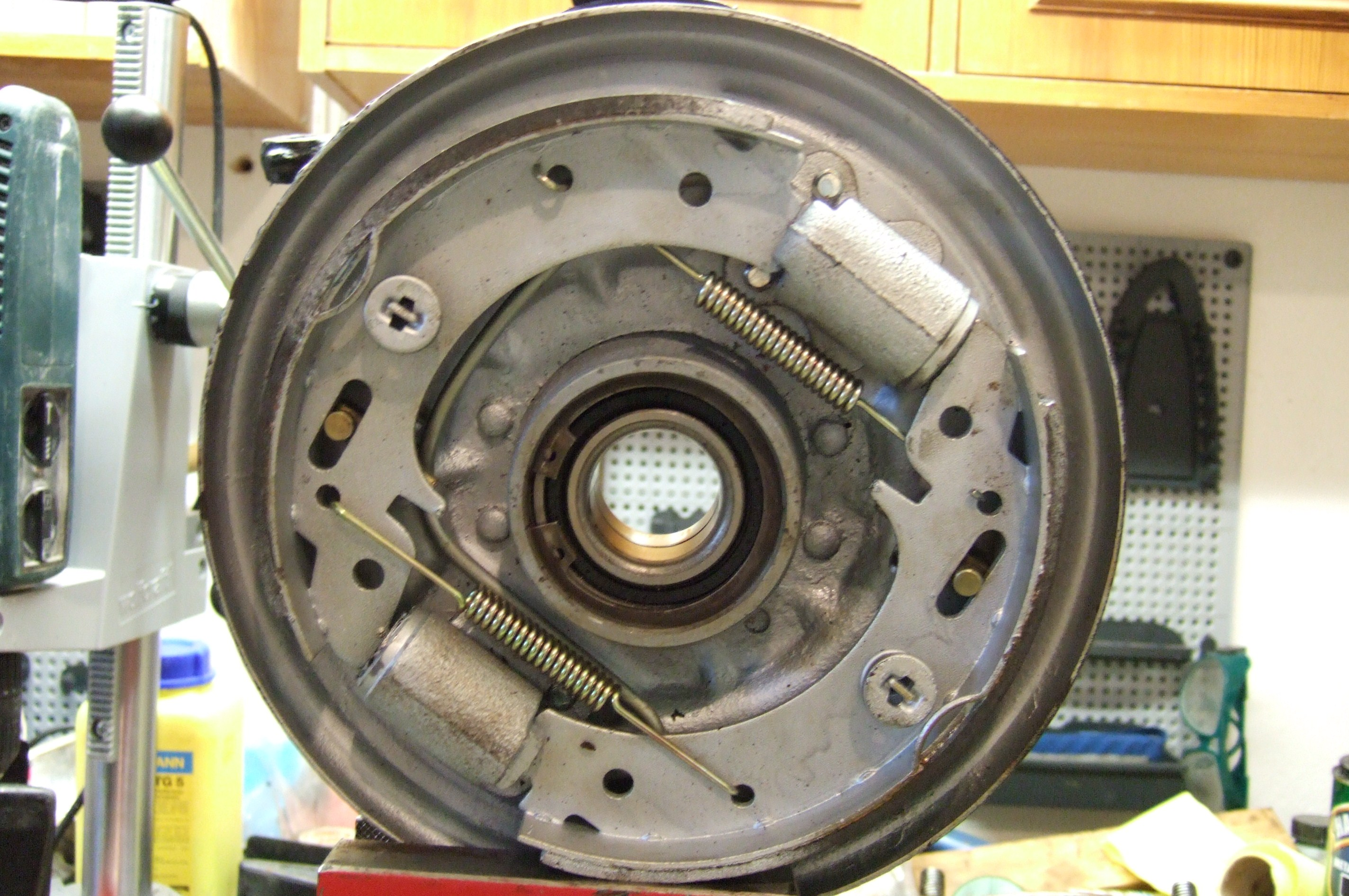
Trumbroms med bromstrumman demonterad

En trumbroms består av en roterande trumma som innehåller två bromsbackar med nitade eller limmade bromsbelägg. Bromsbackarna är fastsatta/lagrade på en bromssköld, ofta med hjälp av monteringsfjädrar. Bromsen ansätts genom att bromsbackarna trycks utåt mot trummans insida. Bromsbacken heter primär respektive sekundär beroende på om den arbetar med eller emot rotationsriktningen. Genom lämplig kombination av bromsbackar kan bromsen få ökad effektivitet. Genom lämplig geometrisk utformning kan trumbromsen utformas självförstärkande, varvid inget bromsservo behövs. Trumbromsen var fram till 1960-talet den vanligaste typen av broms för personbilar, men har sedan dess allt mer ersatts av skivbromsen. Mindre bilar med trumbromsar på bakhjulen tillverkas fortfarande. Även på vissa bilar med skivbromsar på alla hjul (till exempel Volvo) används trumbromsar för parkeringsbromsfunktionen. Trumbromsen har nackdelen att drabbas av fading, vilket innebär att trummans diameter vid uppvärmning ökar mer än backarnas. Bromsverkan kan därför plötsligt gå förlorad efter upprepade inbromsningar. Trumbromsar kan vara självjusterande eller så behöver man ställa in dem manuellt.

### Lamellbroms
Den består av ett antal plana, släta eller räfflade skivor eller lameller, vilka är så förbundna med den axel, som skall bromsas, att de kan både rotera med och förskjutas på densamma. Mellan dessa lameller ingriper andra av motsvarande form, vilka likaledes är skjutbara i axiell led, men däremot är så lagrade i ett omgivande bromshus, att de hindras från att vrida sig. Genom de båda skiv- eller lamellgruppernas sammanpressande framkallas bromsmotståndet.

### Bandbroms

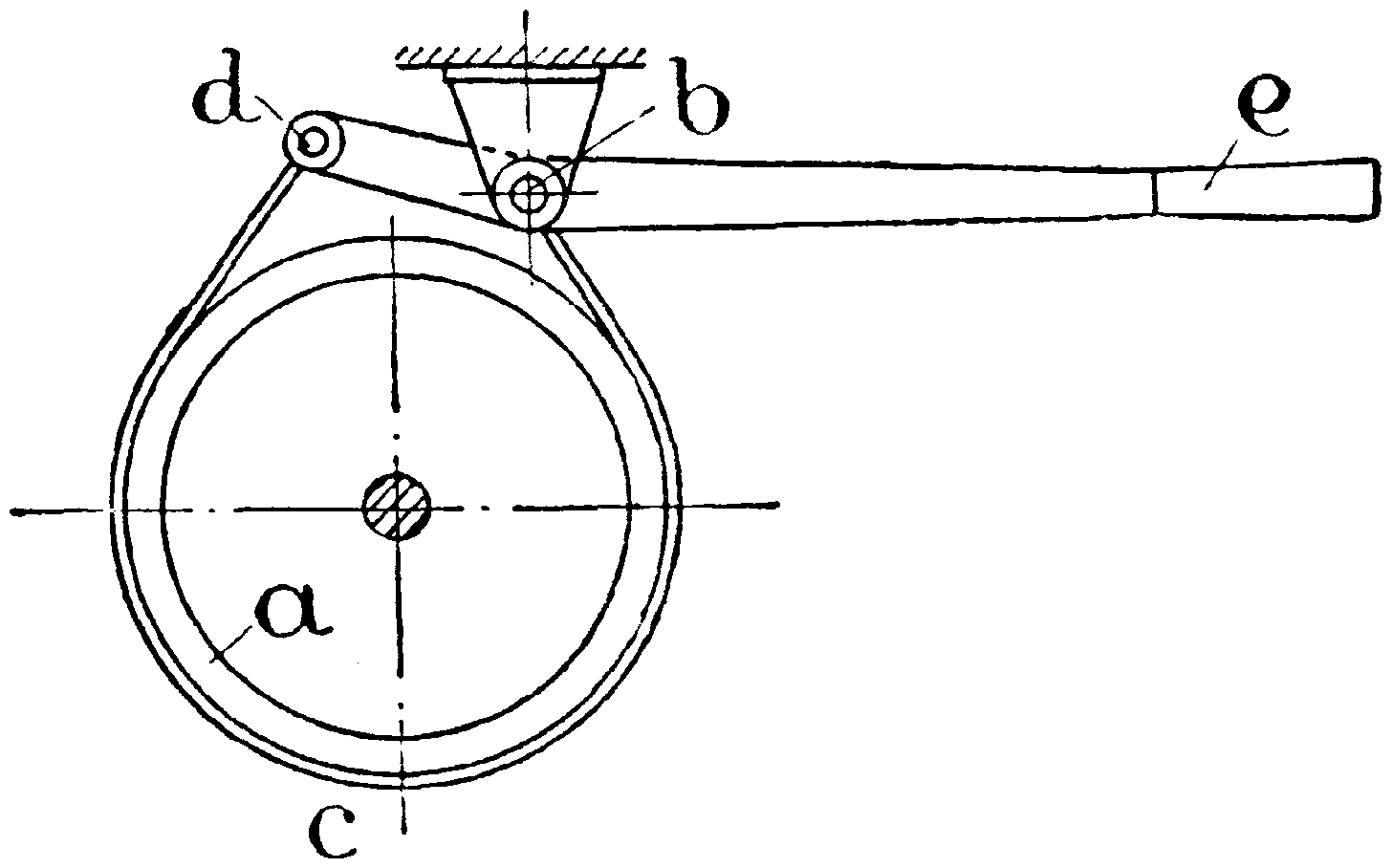
Bandbroms

Bandbromsar utgörs av ett elastiskt stålband – med eller utan inklädnad av trä eller läder - vilket med en hävstång spännes omkring en bromsskiva, fäst på den axel, som skall bromsas, och vars omkrets svarvas samt vanligen förses med små överskjutande sidokanter. Bromsbandet ersätts ibland av ett antal bromsbackar eller klossar, vilka, kedjeformigt förenade med kättinglänkar, såsom en gördel omgiver bromsskivans omkrets. Fig. 2 visar anordningen vid en enkel bandbroms, där den på löpande bandparten (bc) är fäst vid hävstångens (de) stödtapp (b), medan den avlöpande bandparten (dc), utgående från samma hävstångs ena ända (d), spännes under inverkan av bromskraften vid hävstångens andra ända (e). Bandbromsar används i automatväxellådor.

### Differentialbandbroms

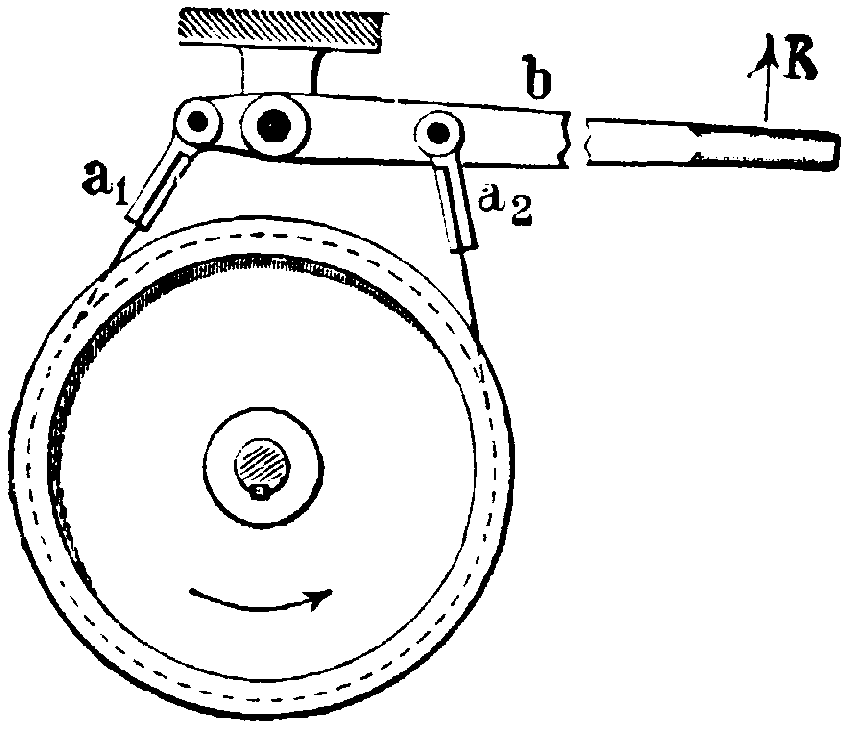
Differentialbandbroms

Detta system kännetecknas av att bromsbandets ändar är fästa vid hävstången (b) på så sätt, att spänningen i den pålöpande parten (a1) understödjer verkan av bromskraften (K). Det är skillnaden mellan spänningarnas i de båda bandparterna moment med avseende på hävstångens stödpunkt, som bestämmer bromskraftens storlek och ger anledning till benämningen "differential".
Genom lämpligt val av hävstångsarmarnas inbördes dimensioner kan bromskraftens erforderliga storlek hållas så liten som önskas. Bromsskivans rörelseriktning bör alltid väljas sådan, att vid lastens firande den pålöpande parten av bromsbandet verkar på den kortare hävstångsarmen, då i annat fall hela fördelen med differentialbromsen går förlorad. Denna arbetar därför fördelaktigast, när den konstrueras för en bestämd rörelseriktning. Skall den åter tjänstgöra med lika stor bromskraft för vilken rörelseriktningen som helst, göras hävstångsarmarna för de båda bandparterna lika långa. Detta mål vinns dock endast på bekostnad av kraftåtgången vid bromsningen.